# Jean-François Lyotard
Jean François Lyotard (n. 10 august 1924, Versailles, Seine-et-Oise, Franța – d. 21 aprilie 1998, Paris, Île-de-France, Franța) a fost un filozof și eseist francez, unul din teoreticienii postmodernismului.

## Biografie
Dupa obținerea licenței în filozofie (1950), a fost timp de zece ani profesor în învățământul secundar, apoi a predat filozofia la mai multe universități franceze și americane. 
În anii '60 a desfășurat o intensă activitate militantă în jurul revistei "Socialisme ou Barbarie" (alături de Claude Lefort, Cornelius Castoriadis etc.)

## Opera sa
Filozofia lui, influențată de Kant (L'enthousiasme, 1986), Marx, Freud (Derive à partir de Marx et Freud, 1973; Economie libidinale, 1974), Husserl (La phenomenologie, 1954), propune o critică a formelor istorice, estetice, tehnice, lingvistice ale modernității (Instructions payennes, 1977; Le differend, 1983). 
Tratatul La condition postmoderne (Condiția postmodernă) (1979) anunță și în filosofie sfârșitul modernității, prin epuizarea strategiilor sale narative. 
Termenul de postmodern va fi reevaluat, după polemica sa cu Jurgen Habermas și Richard Rorty, din anii '80 (Le Postmoderne expliqué aux enfants (Postmodernismul pe înțelesul copiilor), 1986), și în eseurile din ultima parte a vieții, în sensul unei rescrieri sau anamneze a modernității (L'inhumain, 1988; Moralités postmodernes, 1993). 